# 선산중학교
선산중학교(善山中學校)는 대한민국 경상북도 구미시 선산읍 이문리에 있는 공립 중학교이다.

## 학교 연혁
- 1946년 6월 11일 : 선산중학교 설립 인가
- 1946년 9월 25일 : 선산중학교 개교
- 1966년 3월 1일 : 공립 중·고등학교로 인가
- 1973년 3월 1일 : 선산여자중학교 분리
- 2011년 3월 1일 : 생활지도 도지정 연구학교 운영(~2013.02.28)
- 2014년 3월 1일 : 자유학기제 도지정 연구학교 운영(~2016.02.28)
- 2014년 3월 1일 : 선산중학교·선산여자중학교 통합
- 2023년 9월 1일 : 제37대 손향숙 교장 취임
- 2024년 2월 8일 : 제75회 졸업식(누계 남 15,783명, 여 5,583명)
- 2024년 3월 4일 : 제78회 입학식(입학생 110명)

## 참고 자료
- 선산중학교 - 한국교육학술정보원 학교알리미